# Hrabstwo Foard

Piramida wieku hrabstwa

Hrabstwo Foard – hrabstwo w USA, w północno-środkowym Teksasie. Utworzone w 1891 r. Siedzibą hrabstwa jest miasto Crowell. Według danych z 2023 liczy 1079 mieszkańców i pozostaje jednym z najsłabiej zaludnionych hrabstw Teksasu (0,59 os./km²). Część południowej granicy hrabstwa ustanawia rzeka Wichita. 

## Sąsiednie hrabstwa
- Hrabstwo Hardeman (północ)
- Hrabstwo Wilbarger (wschód)
- Hrabstwo Baylor (południowy wschód)
- Hrabstwo Knox (południe)
- Hrabstwo King (południowy zachód)
- Hrabstwo Cottle (zachód)

## Gospodarka
81% areału gospodarstw stanowią pastwiska i 17% to obszary uprawne.
- uprawa bawełny, pszenicy, guar, rzepaku, oraz szkółkarstwo[5][6]
- hodowla trzody chlewnej i w niewielkim stopniu bydła[6][5]
- niewielkie wydobycie ropy naftowej[7].

Z dochodem gospodarstwa domowego na poziomie 42 212 dolarów, należy do piętnastu najbiedniejszych hrabstw Teksasu. Dochód na mieszkańca wynosi 27 873 dolarów, a 16,8% mieszkańców żyje poniżej relatywnej granicy ubóstwa (dane z 2023).

## Ludność
Według danych pięcioletnich z 2023 roku, 70% mieszkańców stanowią biali niebędący Latynosami. Mieszkańcy deklarują głównie pochodzenie niemieckie (16,2%), angielskie (12,9%), meksykańskie (9,1%), szwajcarskie (8,1%), „amerykańskie” (7,5%), irlandzkie (6,6%), afroamerykańskie (5,9%) i czeskie (3,3%).